# Masashi Hamauzu

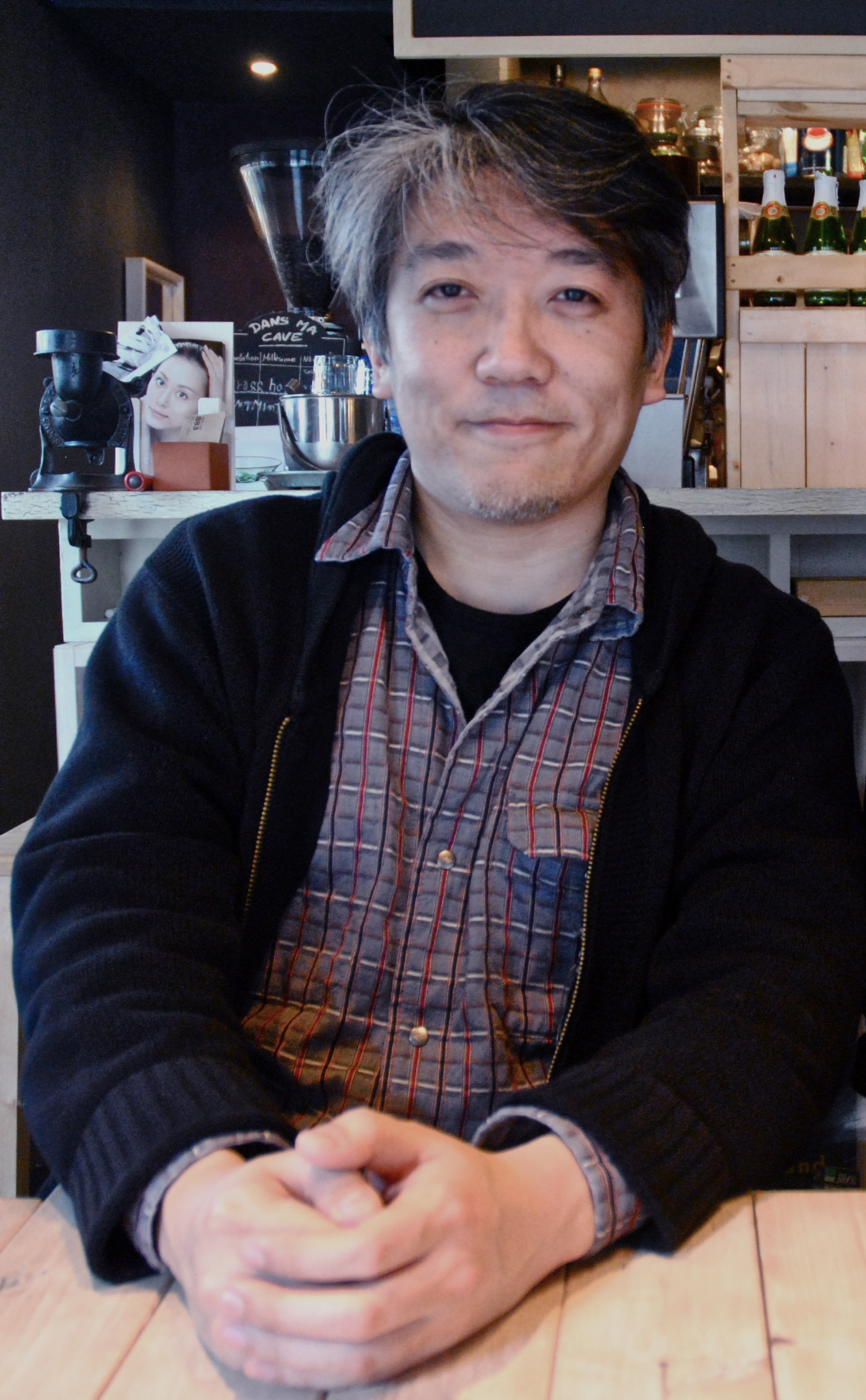
Masashi Hamauzu in 2012

Masashi Hamauzu (Japans: 浜渦正志) (München, Duitsland, 20 september 1971) is een componist voor videospellen.
Hamauzu was hoofdcomponist van het het bedrijf Square Enix. Deze rol had hij overgenomen van zijn voormalige collega Nobuo Uematsu. Inmiddels is Hamauzu in 2010 vertrokken bij Square Enix en is hij een freelance componist geworden.
Hamauzu is onder andere bekend geworden door zijn composities voor de reeks SaGa-spellen van Square Enix.
Hij kreeg meer bekendheid toen hij deels de muziek mocht schrijven voor het spel Final Fantasy X. In 2009 kreeg hij de eer om geheel zelfstandig de muziek voor Final Fantasy XIII te mogen schrijven. Tevens heeft hij de muziek geschreven voor het vervolg op FFXIII, genaamd Final Fantasy XIII-2, samen met componisten Naoshi Mizuta en Mitsuto Suzuki. Met dezelfde componisten (Mizuta en Suzuki) schreef hij aan de soundtrack voor Lightning Returns: Final Fantasy XIII, die eind november 2013 op cd verscheen in Japan.
- Bibliothèque nationale de France: cb16714776j (data)
- Gemeinsame Normdatei: 1058985930
- International Standard Name Identifier: 0000 0000 4031 8276
- Library of Congress Control Number: n2005044191
- MusicBrainz: deff82b2-f269-47fc-b0bc-383a5c911acb
- Bibliotheek van het Japanse parlement: 00813436
- Nationale Bibliotheek van Israël: 987007325823405171
- Virtual International Authority File: 21551094
- WorldCat: E39PBJhXcH3xMP9R8xtdjvbGHC